# Сопка (Архангельская область)
Сопка — посёлок в городском округе город Северодвинск Архангельской области.
Находится на Летнем берегу Белого моря, в 75 км от Архангельска и в 40 км от Северодвинска. 
К юго-западу от посёлка находится озеро Нижнее, через которое протекает река Нёнокса.
Здесь находится 45-й центральный морской испытательный полигон «Нёнокса», входящий в состав Беломорской военно-морской базы; создан в 1954 году.

## История
На территории современного посёлка в 1893 году в 4 км от посада Нёнокса была найдена стоянка эпохи неолита «Нёнокса-Сопки» с кремнёвыми орудиями и осколками посуды. Первобытные люди жили на стоянке 5 тысяч лет назад — во 2-м тысячелетии до нашей эры.

## Население
| 2002 | 2010 |
| ---- | ---- |
| 720  | ↘510 |

## Транспорт
Связь Сопки с остальным миром осуществляется, в основном, с помощью железнодорожной ветки Северной железной дороги через Северодвинск. Посёлок Сопка и село Нёнокса вблизи него — закрытая зона. Для въезда требуется пропуск. Автомобильная дорога до посёлка, которую можно было бы использовать круглый год, отсутствует.

## Полигон ВМФ
Здесь находится 45-й Государственный центральный ордена Ленина морской испытательный полигон Военно-морского флота «Нёнокса», входящий в состав Беломорской военно-морской базы. Полигон был создан в 1954 году для испытания баллистических межконтинентальных ракет морского базирования, испытания крылатых и зенитных ракетных комплексов морского базирования.
22 июля 1962 года, во время Карибского кризиса шли крупномасштабные учения Северного флота, пуск крылатой ракеты П-6 по мишенной позиции на боевом поле «Гридино» посетил председатель Совета Министров СССР Никита Хрущёв и правительственная делегация.
За 50 лет, к 2004 году, на полигоне были испытаны 11 базовых и 13 модификаций комплексов ракетного вооружения стратегического назначения с баллистическими ракетами; 8 комплексов ракетного вооружения стратегического назначения с крылатыми ракетами, 10 комплексов ракетного вооружения с противокорабельными ракетами и 2 комплекса зенитных управляемых ракет. Было обеспечено около 2500 пусков баллистических и крылатых ракет. Полигон также обеспечил более 1000 запусков космических аппаратов и баллистических ракет с полигонов РВСН и ВКС.
8 августа 2019 года на морском ракетном полигоне (в/ч 09703) произошёл взрыв при испытаниях жидкостной ракетной двигательной установки. Погибло пять специалистов «Росатома», осуществлявших инженерно-техническое сопровождение изотопных источников питания, ещё три представителя саровского ядерного центра получили ранения; в Северодвинске было зафиксировано кратковременное повышение радиационного фона.